# Anthophora sefrensis
Anthophora sefrensis är en biart som beskrevs av Cockerell 1933. Anthophora sefrensis ingår i släktet pälsbin, och familjen långtungebin. Inga underarter finns listade i Catalogue of Life.